# اچ‌ام‌اس استیتلی (۱۷۸۴)
اچ‌ام‌اس استیتلی (۱۷۸۴) (به انگلیسی: HMS Stately (1784)) یک کشتی بود که طول آن ۱۶۰ فوت (۴۹ متر) بود. این کشتی در سال ۱۷۸۴ ساخته شد.